# Augusto Béguinot
Augusto Béguinot (Paliano, 17 ottobre 1875 – Genova, 3 gennaio 1940) è stato un botanico, algologo e fitogeografo italiano.

## Biografia
Nacque nel 1875 a Paliano in provincia di Frosinone. Si laureò in Scienze naturali a Roma, insegnando a Padova, Sassari, Messina, Modena e Genova. Partecipò assai attivamente alla ricerca della flora e della fitogeografia dell'Italia e dell'Africa settentrionale (Tripolitania, Cirenaica). Nel 1925 fondò la rivista di floristica e di fitogeografia Archivio Botanico.
Lavorò ampiamente alla Flora Italica Exsiccata, che comprendeva 1 500 esemplari in buono stato di conservazione. Quest'erbario è stato il risultato di un programma di ricerca floristica avviato nel 1904 da Adriano Fiori, Renato Pampanini e Béguinot nell'ambito della Società italiana per lo scambio di exsiccata. Tra il 1905 al 1914 pubblicò nel Giornale Botanico Italiano una grande quantità di articoli sulle piante vascolari italiane critiche, rare o floristicamente importanti.
Morì nel 1940 a Genova.

## Opere
(elenco parziale)
- Cobau, R; A Béguinot. 1907. Genere Plantago L.
- 1908. Il Nanismo nel Genere "Plantago" e le sue cause: osservazioni e ricerche sperimentali.
- 1913. L'Orto Botanico: un insigne istituto scientifico padovano quasi quattro volte secolare: origini e progressi, le condizioni attuali: occorrono seri provvedimenti. 2 pp. Diario Il Veneto 20 , 18 marzo 1913.

### Libri
- A. Fiori; G. Paoletti, A. Béguinot. 1900. Flora analitica d'Italia ossia descrizione delle piante vascolari indigene inselvatichite e largamente coltivate in Italia disposte per quadri analitici. Volume II (famiglia Gentianaceae: a cura di Lino Vaccari, Padova,Tipografia del Seminario.
- 1903. Flora analitica d'Italia ossia descrizione delle piante vascolari indigene inselvatichite e largamente coltivate in Italia disposte per quadri analitici. Vol. III. Ed. Padova, Tipografia del Seminario.
- Béguinot, A. 1904.  Saggio sulla flora e sulla fitogeografia dei Colli Euganei. Ed. Società geografica italiana, Roma.
- 1909. Flora padovana, ossia, Prospetto floristico e fitogeografico delle piante vascolari indigene inselvatichite o largamente coltivate crescenti nella provincia di Padova; con notizie storico-bibliografiche sulle fonti della flora ed illustrata da 20 tavole. Ed. Prem. Soc. coop. tip., Padova. 3 voll.
- 1909. Lo stato attuale delle conoscenze sulla vegetazione dell'Italia e proposte per la costituzione di un comitato permanente "Pro Flora Italica" per la regolare sua esplorazione relazione e programma. Ed. G. Bertero, Roma. 107 pp.
- N Diratzouyan. 1912. Contributo alla Flora dell' Armenia.
- N. Belosersky. 1913. Revisione monografica del genere Apocynum Linn.: studio biologico e sistematico.
- 1920. La botanica. Ed. Istituto per la propaganda della cultura. Ristampa General Books, 74 pp. 2010 ISBN 1152665170
- 1931. L’opera scientifica e filantropica di Clarence Bicknell. Ed. Pavia, Fusi

## Riconoscimenti
Del 1924 al 1929 fu presidente eletto della "Società dei Naturalisti e Matematici di Modena", della quale fu poi socio onorario.

## Eponimia
| Bég. è l'abbreviazione standard utilizzata per le piante descritte da Augusto Béguinot. Consulta l'elenco delle piante assegnate a questo autore dall'IPNI. |

- (Acanthaceae) Giustizia beguinotii Fiori[5]
- (Asteraceae) Bidens beguinotii (Chiov.) Cufod.[6]
- (Poaceae) Avena beguinotiana Pamp.[7]